# Estreito de Lução

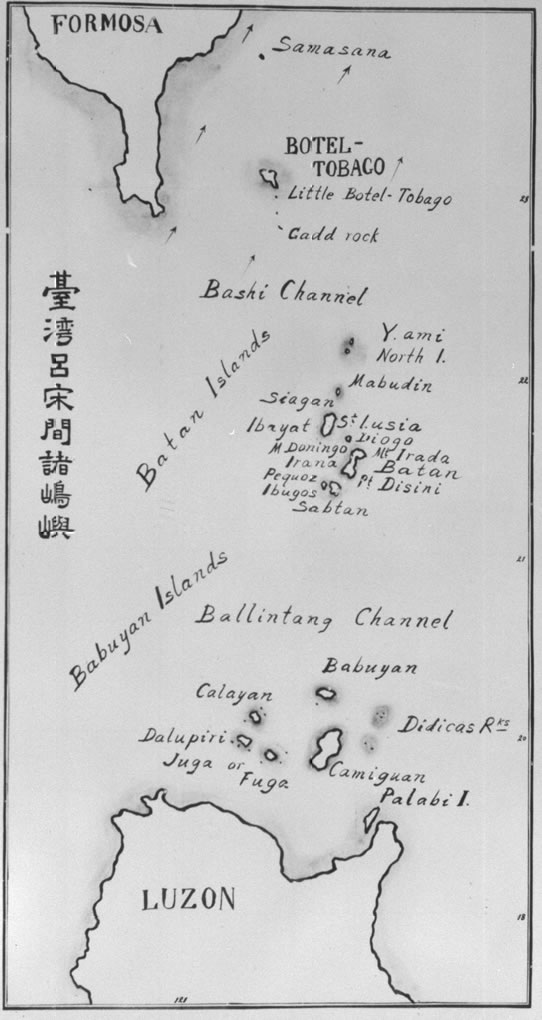
Mapa do estreito de Lução

O estreito de Lução (Luzon) é um importante estreito entre o mar das Filipinas e o mar da China Meridional, entre a República da China (Taiuã) e Lução (Filipinas).
O estreito tem cerca de 250 km de comprimento. Inclui várias ilhas, agrupadas nos arquipélagos das Batanes e Babuyan. Por sua vez, o estreito divide-se numa série de pequenos canais.
A importância do estreito deriva do facto de ser muito usado no comércio internacional, a partir dos portos da Ásia Oriental. Também passam pelo estreito de Lução numerosos cabos submarinos de comunicação.
O estreito de Lução foi usado na invasão japonesa à Ásia Meridional em dezembro de 1941. Em 8 de dezembro (no mesmo dia do ataque a Pearl Harbor, devido à interposição da linha de mudança de data), os japoneses invadiram Batanes. Em 10 de dezembro ocuparam a ilha de Camiguim.